# کاپیتول ایالت فلوریدا

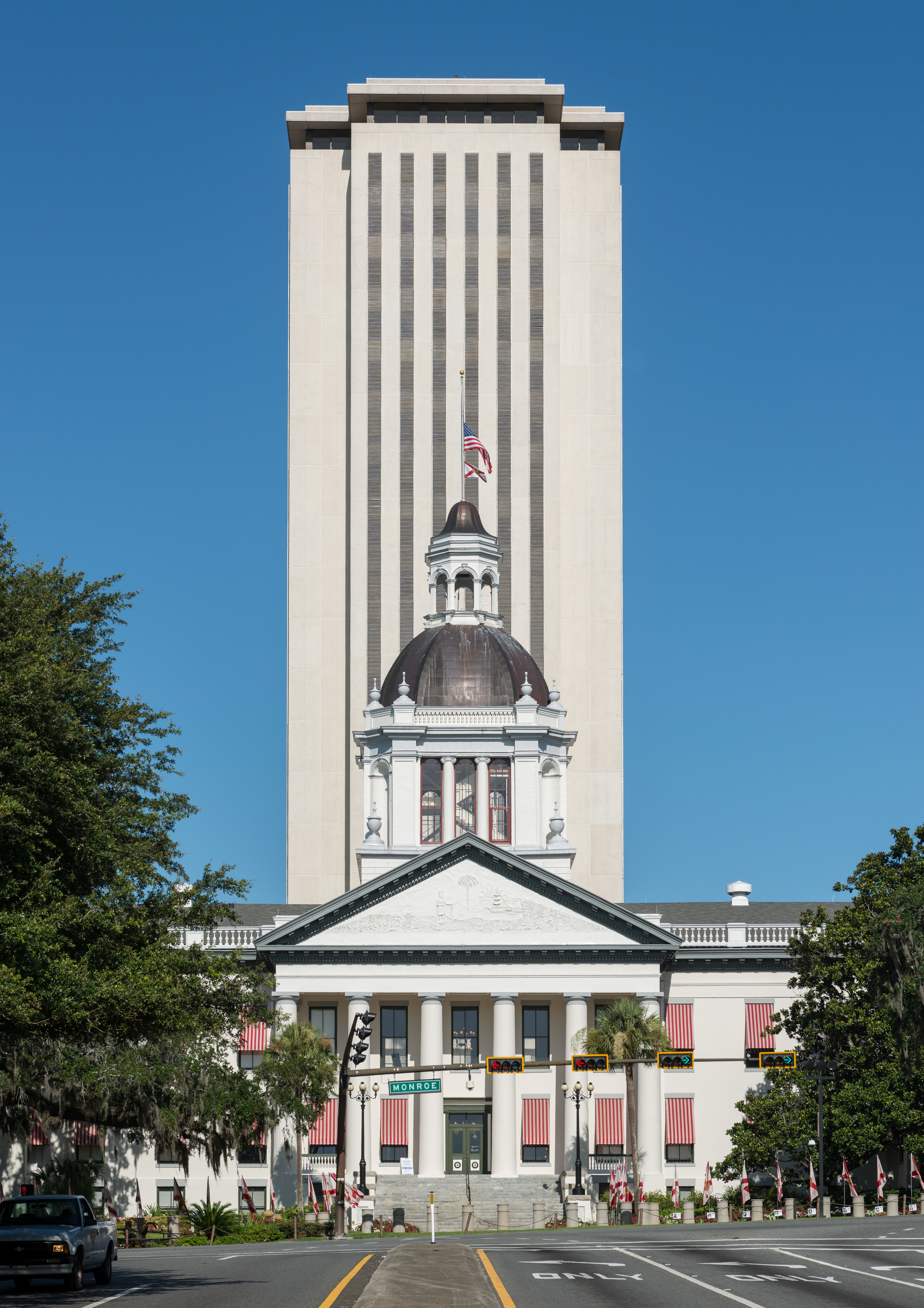

کاخ ایالتی فلوریدا (Florida State Capitol) بنایی است که شاخه مقننه دولت ایالت فلوریدا در آن قرار دارد.
بنای کنونی در سال ۱۸۴۵ با معماری افراد زیر ساخته گردید و در تالاهاسی قرار دارد:
- Edward Durell Stone
- Reynolds، Smith and Hills

این بنا خانه مجلس نمایندگان و سنای ایالت است.